# Pravda (magazyn)
Pravda (pol. „prawda”) – litewski magazyn o życiu miejskim, kulturze, muzyce, sztuce i modzie. „Pravda” została założona przez edytorów magazynu „K” w 2004 roku. Pierwszy numer został opublikowany w listopadzie 2004 roku jako miesięcznik.